# Robert Gabriel Mugabe nemzetközi repülőtér
A Robert Gabriel Mugabe nemzetközi repülőtér (IATA: HRE, ICAO: FVHA) Zimbabwe egyik nemzetközi repülőtere, amely Harare közelében található. Éves utasforgalma 1 657 622 fő (2017).

## Futópályák
A repülőtér futópályái:
- 05/23 (aszfalt)

## Forgalom
Az utasforgalom az elmúlt években az alábbi módon változott:
| Utasok száma | 592 437 | 963 067 | 1 194 993 | 1 323 864 | 1 470 070 | 1 096 375 | 1 657 622 |
|              | 2004    | 2012    | 2013      | 2014      | 2015      | 2016      | 2017      |